# Urotenzin-II receptor
Urotenzin-II receptor (UT, hipokretinski receptor) je G-protein spregnuti receptor koji vezuje peptidni hormon urotenzin-II.

## Literatura
1. ↑  Douglas SA, Dhanak D, Johns DG (2004). „From 'gills to pills': urotensin-II as a regulator of mammalian cardiorenal function”. Trends Pharmacol. Sci. 25 (2): 76—85. PMID 15102493. doi:10.1016/j.tips.2003.12.005.

## Dodatna literatura
- Marchese A; Heiber M; Nguyen T;  . (1996). „Cloning and chromosomal mapping of three novel genes, GPR9, GPR10, and GPR14, encoding receptors related to interleukin 8, neuropeptide Y, and somatostatin receptors.”. Genomics. 29 (2): 335—44. PMID 8666380. doi:10.1006/geno.1995.9996.
- Coulouarn Y; Lihrmann I; Jegou S;  . (1999). „Cloning of the cDNA encoding the urotensin II precursor in frog and human reveals intense expression of the urotensin II gene in motoneurons of the spinal cord.”. Proc. Natl. Acad. Sci. U.S.A. 95 (26): 15803—8. PMC 28125 . PMID 9861051. doi:10.1073/pnas.95.26.15803.
- Ames RS; Sarau HM; Chambers JK;  . (1999). „Human urotensin-II is a potent vasoconstrictor and agonist for the orphan receptor GPR14.”. Nature. 401 (6750): 282—6. PMID 10499587. doi:10.1038/45809.
- Liu Q; Pong SS; Zeng Z;  . (2000). „Identification of urotensin II as the endogenous ligand for the orphan G-protein-coupled receptor GPR14.”. Biochem. Biophys. Res. Commun. 266 (1): 174—8. PMID 10581185. doi:10.1006/bbrc.1999.1796.
- Protopopov A; Kashuba V; Podowski R;  . (2000). „Assignment of the GPR14 gene coding for the G-protein-coupled receptor 14 to human chromosome 17q25.3 by fluorescent in situ hybridization.”. Cytogenet. Cell Genet. 88 (3-4): 312—3. PMID 10828617. doi:10.1159/000015516.
- Maguire JJ, Kuc RE, Davenport AP (2001). „Orphan-receptor ligand human urotensin II: receptor localization in human tissues and comparison of vasoconstrictor responses with endothelin-1.”. Br. J. Pharmacol. 131 (3): 441—6. PMC 1572358 . PMID 11015293. doi:10.1038/sj.bjp.0703601.
- Sugo T; Murakami Y; Shimomura Y;  . (2003). „Identification of urotensin II-related peptide as the urotensin II-immunoreactive molecule in the rat brain.”. Biochem. Biophys. Res. Commun. 310 (3): 860—8. PMID 14550283. doi:10.1016/j.bbrc.2003.09.102.
- Birker-Robaczewska M; Boukhadra C; Studer R;  . (2004). „The expression of urotensin II receptor (U2R) is up-regulated by interferon-gamma.”. J. Recept. Signal Transduct. Res. 23 (4): 289—305. PMID 14753294. doi:10.1081/RRS-120026972.
- Bousette N; Patel L; Douglas SA;  . (2004). „Increased expression of urotensin II and its cognate receptor GPR14 in atherosclerotic lesions of the human aorta.”. Atherosclerosis. 176 (1): 117—23. PMID 15306183. doi:10.1016/j.atherosclerosis.2004.03.023.
- Suzuki S; Wenyi Z; Hirai M;  . (2005). „Genetic variations at urotensin II and urotensin II receptor genes and risk of type 2 diabetes mellitus in Japanese.”. Peptides. 25 (10): 1803—8. PMID 15476949. doi:10.1016/j.peptides.2004.03.030.
- Qi JS; Minor LK; Smith C;  . (2005). „Characterization of functional urotensin II receptors in human skeletal muscle myoblasts: comparison with angiotensin II receptors.”. Peptides. 26 (4): 683—90. PMID 15752584. doi:10.1016/j.peptides.2004.11.018.
- Lehner U; Velić A; Schroter R;  . (2007). „Ligands and signaling of the G-protein-coupled receptor GPR14, expressed in human kidney cells.”. Cell. Physiol. Biochem. 20 (1-4): 181—92. PMID 17595527. doi:10.1159/000104165.
- Segain JP; Rolli-Derkinderen M; Gervois N;  . (2007). „Urotensin II is a new chemotactic factor for UT receptor-expressing monocytes.”. J. Immunol. 179 (2): 901—9. PMID 17617581.
- Lehmann F, Pettersen A, Currier EA, Sherbukin, V, Olsson R, Hacksell U, Luthman K (2006). „Novel potent and efficacious Urotensin II receptor agonists.”. J. Med. Chem. 49 (7): 2232—40. PMID 16570919. doi:10.1021/jm051121i.

## Spoljašnje veze
- „Urotensin Receptors”. IUPHAR Database of Receptors and Ion Channels. International Union of Basic and Clinical Pharmacology. Архивирано из оригинала 03. 03. 2016. г.
- UTS2R+protein,+human на 